# تانیا چیزم
تانیا چیزِم (انگلیسی: Tanya Chisholm؛ زادهٔ ۱ ژوئیهٔ ۱۹۸۴) یک هنرپیشه و هنرمند رقص اهل ایالات متحده آمریکا است.

## گزیدهٔ آثار

### سینما
- نمایش موزیکال دبیرستان ۲ (۲۰۰۷)
- ۲۴ ام (۲۰۲۰)

### تلویزیون
- جوابش را پیدا کن (۲۰۱۳–۲۰۱۲)